# ザ・クインテッセンス (クインシー・ジョーンズのアルバム)
| 専門評論家によるレビュー             | 専門評論家によるレビュー |
| レビュー・スコア                     | レビュー・スコア         |
| 出典                                 | 評価                     |
| ------------------------------------ | ------------------------ |
| AllMusic                             | [ 2 ]                    |
| DownBeat                             | [ 3 ]                    |
| The Penguin Guide to Jazz Recordings | [ 4 ]                    |

『ザ・クインテッセンス』 （The Quintessence）は、クインシー・ジョーンズと彼のビッグ・バンドが1962年に発表した、インパルス!レコードにおける唯一のアルバムである。ある批評家は「現代的で先進的なビッグバンド・サウンドの頂点」と評した。
このビッグ・バンドはブロードウェイ・ショーの「Free and Easy」に出演したバンドを母体としており、ヨーロッパ公演のためにクインシー・ジョーンズがアメリカで集めた数名のミュージシャンが含まれている。

## 主要な演奏者
バンドの中核をなすミュージシャンにはフィル・ウッズ、メルバ・リストン、ジュリアス・ワトキンス、ベーシストのミルト・ヒントン、ピアニストのパトリシア・ボーンがおり、ベーシストのバディ・カトレットとピアニストのボビー・スコットが別のセッションに参加している。トランペッターの椅子にはフレディ・ハバード、クラーク・テリー、サド・ジョーンズ、スヌーキー・ヤングが交代で座り、オリヴァー・ネルソン、フランク・ウェス、カーティス・フラーも参加している。

## 収録曲
1. The Quintessence (Quincy Jones) - 4:21
2. Robot Portrait (Billy Byers) - 5:25
3. Little Karen (Benny Golson) - 3:44
4. Straight, No Chaser (Thelonious Monk) - 2:26
5. For Lena and Lennie (Jones) - 4:17
6. Hard Sock Dance (Jones) - 3:20
7. Invitation (Bronisław Kaper, Paul Francis Webster) - 3:35
8. The Twitch (Byers) - 3:50

録音日：5, 8 - 1961年11月29日。2-3, 6 - 同年12月18日。1, 4, 7 - 同年12月22日。

## 楽曲解説
ここでクインシー・ジョーンズは3曲のオリジナルを提供している。まず、アルバム・タイトル曲の「クインテッセンス」はフィル・ウッズのアルトサックス・ソロをフィーチャーしており、「フォー・レナ・アンド・レニー」は友人のレナ・ホーンとレニー・ヘイトンに捧げられている。一方「ハード・ソック・ダンス」はフレディ・ハバードとサド・ジョーンズのトランペット・ソロをフィーチャーしたスウィンギーな作品。ファンキーな「ロボット・ポートレイト」と「ザ・トゥイッチ」は本アルバムにも参加しているトロンボーン奏者のビリー・バイヤースの作品で、ベースのバディ・カトレットによるピッツィカート奏法が印象的な後者ではジョー・ニューマンがミュート・トランペットのソロを取っている。セロニアス・モンクの「ストレイト・ノー・チェイサー」とブロニスラウ・ケイパーの「インヴィテイション」は今日ジャズ・スタンダードとなっており、後者のテーマ部分で聴かれるフルートの演奏はジェローム・リチャードソンによる。

## パーソネル
トラック 1, 4, 7
- Phil Woods, Oliver Nelson, Jerome Richardson  - サクソフォーン、フルート
- Billy Byers, Curtis Fuller, Thomas Mitchell - トロンボーン
- Ernie Royal, Snooky Young, Joe Newman, Thad Jones - トランペット
- Julius Watkins, James Buffington, Earl Chapin, Ray Alonge - フレンチホルン
- Harvey Phillips - チューバ
- Gloria Agostini - ハープ
- Patricia Bown - ピアノ
- Milt Hinton - ベース
- James Johnson - ドラムス

トラック 2, 3, 6
- Eric Dixon, Frank Wess, Phil Woods, Oliver Nelson - サクソフォーン
- Freddie Hubbard, Al Derisi, Snooky Young, Thad Jones - トランペット
- Melba Liston, Billy Byers, Paul Faulise, Rodney Levitt - トロンボーン
- Julius Watkins - フレンチホルン
- Patricia Bown - ピアノ
- Milt Hinton - ベース
- Bill English - ドラムス

トラック 5, 8
- Phil Woods,  Eric Dixon, Jerome Richardson - サクソフォーン
- Jerome Kail, Clyde Reasinger, Clark Terry, Joe Newman - トランペット
- Billy Byers, Paul Faulise, Melba Liston  - トロンボーン
- Julius Watkins - フレンチホルン
- Bobby Scott - ピアノ
- George Catlett - ベース
- Stu Martin - ドラムス

## プロダクション
- Bob Thiele - プロデューサー
- Frank Abbey - 録音エンジニア
- Pete Turner - ジャケット撮影